# سامانه استحکامات کومارنو

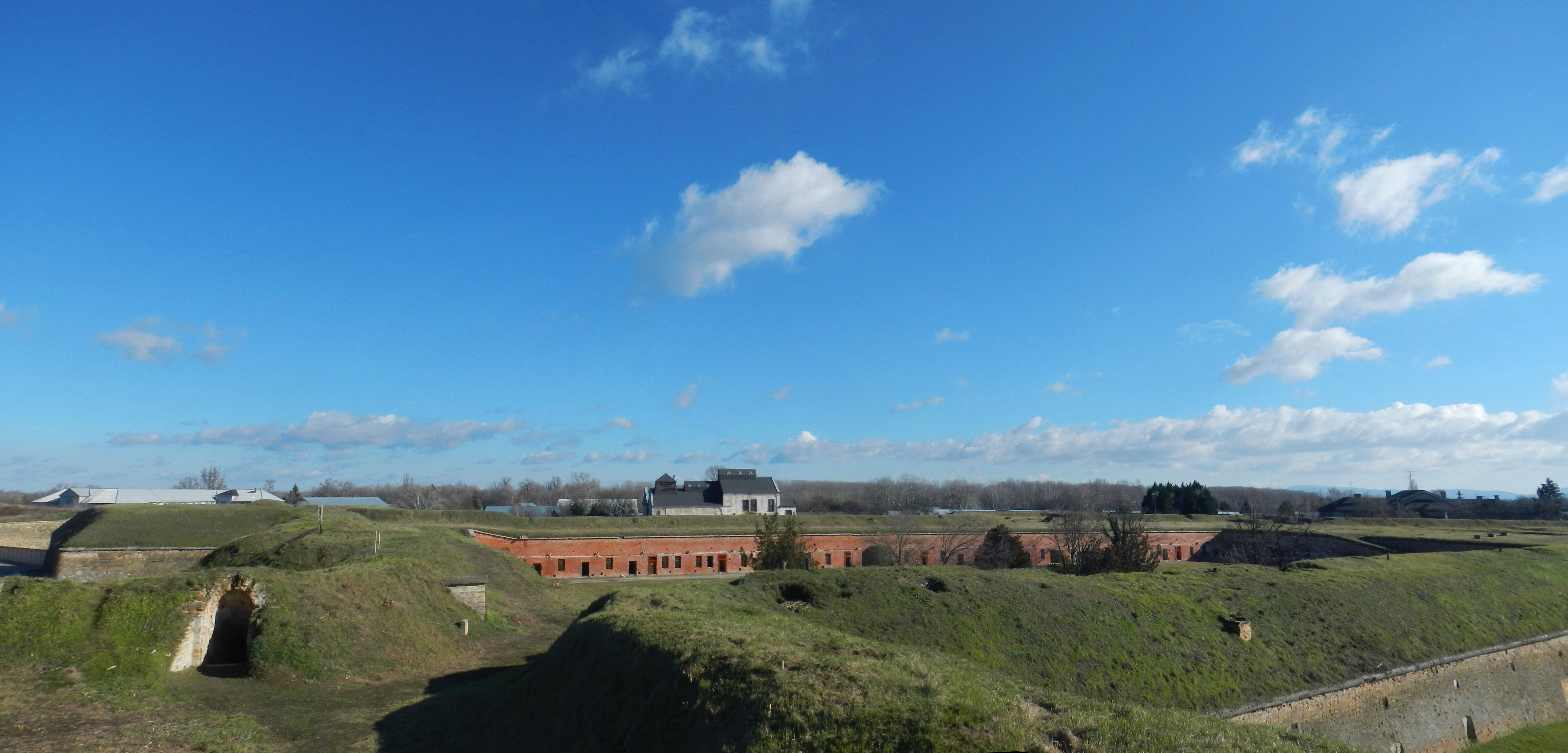
قلعه قدیمی در کومارنو

سامانه استحکامات کمارنو - کوماروم سامانه‌ای از قلعه‌ها، جان‌پناه دژها و استحکامات در نزدیکی و درون شهرهای کمارنو و کوماروم در کرانهٔ رودهای دانوب و واخ است. سامانهٔ استحکامات کمارنو، بزرگ‌ترین استحکامات دفاعی در اسلواکی به شمار می‌رود، و در کنار سامانه استحکامات در مجارستان، کنار رود دانوب در کوماروم، این مجموعه بزرگ‌ترین نوع خود در امپراتوری پیشین اتریش-مجارستان بود.